# Un rubio
Un rubio è un film del 2019 diretto da Marco Berger.

## Trama
Nei sobborghi di Buenos Aires Gabriel si trasferisce a casa del suo collega Juan. Juan ha l'abitudine di invitare ogni sera donne diverse ma i suoi sguardi sono spesso per Gabriel. Con il passare del tempo si capisce che nessuno dei due potrà controllare l'inevitabile.

## Distribuzione
Il film è stato distribuito nelle sale cinematografiche tedesche dal 29 agosto 2019.